# Greenberg-Dysplasie

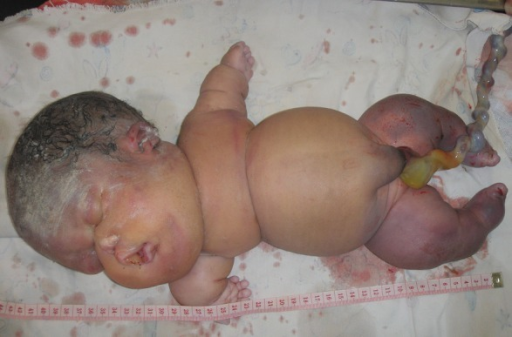
Neugeborenes mit Greenberg-Dysplasie

Die Greenberg-Dysplasie ist eine sehr seltene angeborene, meist bereits in der Schwangerschaft letale Form einer Skelettdysplasie mit den Hauptmerkmalen Hydrops fetalis, stark verkürzte Gliedmaßen und Kalkablagerungen im Knorpel. Zugrunde liegt ein Defekt in der Cholesterinbiosynthese.
Synonyme sind: Hydrops-ektopische Kalzifikation-Mottenfraß-Syndrom; HEM-Dysplasie; Skelettdysplasie, Typ Greenberg; veraltet: Dysplasie, diaphysäre gefleckte
Die Erstbeschreibung stammt aus dem Jahre 1988 durch eine internationale Arbeitsgruppe geleitet von der kanadischen Ärztin Cheryl R. Greenberg.

## Verbreitung
Die Häufigkeit wird mit unter 1 zu 1.000.000 angegeben, bislang wurde über etwa 10 Betroffene berichtet. Die Vererbung erfolgt autosomal-rezessiv.

## Ursache
Der Erkrankung liegen Mutationen im LBR-Gen auf Chromosom 1 Genort q42.12 zugrunde, welches für den Lamin-B-Rezeptor, der zur Sterol-Δ24-Reduktase-Familie gehört, kodiert.
Heterozygote Mutationen finden sich auch bei der Pelger-Huët-Anomalie. Wegen Heterogenität der Allele kann es auch bei Homozygotie zu milden Veränderungen (Pelger-Hët-Anomalie) kommen.
Als weitere allele Erkrankung kann die Astley-Kendall-Dysplasie angesehen werden.

## Klinische Erscheinungen
Klinische Kriterien sind:
- bereits während der Schwangerschaft: Hydramnion, Hydrops fetalis, Phokomelie
- nach der Geburt auffälliges Gesicht
- massiv verkürzte lange Röhrenknochen

Hinzu können zystisches Hygrom oder Polydaktylie kommen.

## Diagnose
Im Feinultraschall Hydramnion, Hydrops fetalis, zystisches Hygrom und stark verkürzte Gliedmaßen und kurzer Rumpf
Im Röntgen Platyspondylie, multiple Knochenkerne, ektope Ossifikation in Rippen, Brustbein, Becken und Epiphysen, verminderte Verknöcherung des Schädels. „Mottenfraß“-artige Struktur der langen Knochen, mitunter auch unvollständige Ausbildung der Lungenlappen oder Malrotation.
In der Laboratoriumsmedizin erhöhtes 8,14-Cholestanol und 8,14,24-Cholestanol bei normalem Cholesterol.